# Pataky Arnold
Pujoni Pataky Arnold (Temesvár, 1882. június 16. – Alacskapuszta, Sajószentpéter mellett, 1950. március 18.) római katolikus pap, teológus, egyetemi tanár, egyházi író.

## Élete
Teológiai tanulmányait királygyűrűs doktorként a budapesti egyetemen végezte, majd Lővenben folytatta. 1905. március 12-én pappá szentelése után a váradi püspöki irodában szolgált. Rövid káplánkodás után 1907-ben a váradi papnevelő prefektusa és teológiai tanára, 1915. október 2. és 1926. augusztus 7. között a budapesti egyetemen az ószövetségi szentírástudomány rendkívüli, 1920-tól rendes tanára, 1926. augusztus 7. és 1950 között  az Újszövetség és a görög nyelv nyilvános rendes tanára. 1922–1923-ban, 1926–1927-ben és 1931–1932-ben a hittudományi kar dékánja majd prodékánja, 1936–1937-ben az egyetemen rektora, 1937–1938-ban prorektora.
1923-ban szerepi címzetes apát, 1931-ben püspöki prelátus, 1944-ben felsőházi tag. Az Unio Eucharistica Nővérek Társasága alapítója. 1944. március 19. után  4 szobás lakásában zsidókat bújtatott. A Szálasi-rendszer egyetlen felsőházi ülésén fölszólalt a rendszer embertelenségei ellen. 1909-ben az ASzTT alapító tagja, 1915-ben a Szent István Akadémia alapító, 1940-től tiszteletbeli tagja, 1934-ben az I. osztály igazgatója.

## Művei
Jelentős irodalmi tevékenységet fejtett ki.  Folyóiratcikkei a Magyar Szentföld évkönyvében 1943 (Bp., 1942. Egy őskeresztény egyházközség belső élete); 1944. (Bp., 1943. A boldog társadalmi élet legfőbb szabályai az Ószövetségben) jelentek meg. Önállóan megjelent művei:
- Az újszövetségi kánon története az első niceai zsinat koráig. Nagyvárad, 1906.
- A Heródes-dynastia története Bp., 1908.
- Az Antikrisztus a keresztény hagyományban. Uo., 1910.
- Bibliai szokások a mai Palesztinában. Nagyvárad, 1911.
- A bibliai Jeruzsálem az ásatások megvilágításában. 1–2. köt. Bp., 1918, 1924.
- A „gyermek Jézusról” és a „Szent ábrázatról” nevezett B. Terézia nővér boldoggáavatásának története Uo., 1924. (A...B. Terézia nővér önéletrajza. Ford. Nagyfejeő Gabriella. Uo., 1924. függelékként is)
- Székely István emlékezete. Uo., 1928. (SZIA emlékbeszédek II. 1.)
- Szent Tamás apostol cselekedetei. Uo., 1931. (SZIA hittud. és bölcs. o. felolvasásai II/5.)
- Katolicizmus és zsidóság. Vallástört. előadások Bangha Bélával és Iványi Jánossal. Uo., 1933.
- A kereszténység eredetére vonatkozó újabb elméletek. Uo., 1936.
- Az Apokalipszis történetbölcselete. Uo., 1937.
- Emlékbeszéd Kmoskó Mihály r. tag felett. Uo., 1937. (SZIA emlékbeszédek II. 6)
- Wolkenberg Alajos emlékezete. Uo., 1937.
- Emlékbeszéd Mihályfi Ákos, v. osztályelnök, tb. tag felett. Uo., 1938. (SZIA emlékbeszédek III. 1.)
- Apokalipszis – modern jövendölések. Uo., 1942.
- Emlékbeszéd Hanauer Árpád István váci megyéspüspök felett. Uo., 1942. (SZIA emlékbeszédek III. 9.)
- Evangéliumi kronológia. Jézus Krisztus ... élete a 4 evangélium szerint. 100 Biblia-óra anyagával. Pataky Arnold útmutatása alapján összeáll. Szabados Anzelm. 2. kiad. Uo., 1950. (Az 1. kiad. a Szentföld Jézus Krisztus korában térkép mellékleteként. Uo., 1938)